# Сан Чипирело
Сан Чипирѐло (на италиански: San Cipirello, на сицилиански Sancipirreddu, Санчипиреду) е градче и община в Южна Италия, провинция Палермо, автономен регион и остров Сицилия. Разположено е на 394 m надморска височина. Населението на общината е 5473 души (към 2010 г.).